# Holly Black

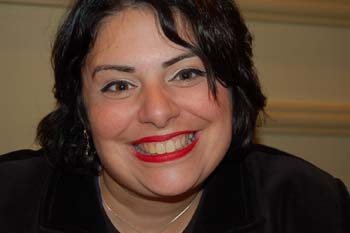
Holly Black 2006

Holly Black, geborene Riggenbach, (* 10. November 1971 in New Jersey) ist eine amerikanische Schriftstellerin. Bekannt wurde sie durch ihre Fantasy-Reihe Die Spiderwick-Geheimnisse (engl. Originaltitel „The Spiderwick Chronicles“), die in Zusammenarbeit mit dem Zeichner Tony DiTerlizzi entstand.

## Leben
Holly Black wuchs in New Jersey auf. Ihre Mutter, eine Malerin und Puppenmacherin, begeisterte ihre Tochter für die Welt der Fabelwesen. Als Teenager schrieb Black Gedichte und Bühnenstücke und ein Buch, das allerdings, nach ihrer eigenen Auskunft, miserabel war. 1994 schloss sie mit dem B.A. am College von New Jersey ab.
Sie arbeitete zunächst für medizinische Zeitschriften wie The Journal of Pain, während sie an der Rutgers University studierte. Sie brach ihr Studium zugunsten des Schreibens ab.
In New York, wo sie 1996 bei dem Spielemagazin „d8“ arbeitete, traf sie den Illustrator Tony DiTerlizzi. In dieser Zeit schrieb sie auch ihren ersten Jugend- und Fantasyroman Tithe: A Modern Faerie Tale, der 2002 erschien und gute Kritiken erntete; so wurde das Buch von der American Library Association zum „Best Book for Young Adults“ erklärt. Die deutsche Übersetzung kam 2003 unter Die Zehnte im Arena Verlag heraus. Im Sommer 2003 erschien der erste Band der Spiderwick-Chroniken. Alle deutschen Ausgaben ihrer Werke wurden von Anne Brauner übersetzt. 2006 erhielt sie den Andre Norton Award für Valiant. 2014 folgte der Mythopoeic Award für Doll Bones.
Holly Riggenbach heiratete 1999 den Zeichner und Webdesigner Theo Black, den sie bereits von der High School kannte, und nahm seinen Nachnamen an. Holly Black lebt mit ihrer Familie in New Jersey.

## Werke
Englische Originaltitel und deutsche Übersetzungen:

### The Modern Faerie Tales
- Tithe: A Modern Faerie Tale. Simon & Schuster, New York 2002.
  - Die Zehnte. Arena Verlag, Würzburg 2003, ISBN 3-401-05534-8 (amerikanisches Englisch, 308 S., gebunden).
  - Elfentochter. cbt/cbj-Verlag, München 2007, ISBN 978-3-570-30354-2 (amerikanisches Englisch, 318 S., Taschenbuch).
- Ironside: A Modern Faerie Tale. Simon & Schuster, New York 2007.
  - Elfenkönigin. cbt/cbj-Verlag, München 2008, ISBN 978-3-570-30457-0 (amerikanisches Englisch, 318 S., Taschenbuch).
- Valiant: A Modern Faerie Tale. 2005.
  - Elfenherz. cbt/cbj-Verlag, München 2010, ISBN 978-3-570-30625-3 (amerikanisches Englisch, 303 S., Taschenbuch).

### The Spiderwick Chronicles – Die Spiderwick-Geheimnisse
alles gemeinsam mit Tony DiTerlizzi
- The Spiderwick Chronicles – The Field Guide. Simon & Schuster Books for Young Readers, New York 2003, ISBN 0-689-83738-0.
  - Eine unglaubliche Entdeckung. cbj-Verlag, München 2004, ISBN 3-570-12863-6 (amerikanisches Englisch, 118 S., gebunden).
- The Spiderwick Chronicles – The Seeing Stone. Simon & Schuster Books for Young Readers, New York 2003.
  - Gefährliche Suche. cbj-Verlag, München 2004, ISBN 3-570-12864-4 (amerikanisches Englisch, 121 S., gebunden).
- The Spiderwick Chronicles – Lucinda's Secret. Simon & Schuster Books for Young Readers, New York 2003, ISBN 0-689-83740-2.
  - Im Bann der Elfen. cbj-Verlag, München 2005, ISBN 3-570-12920-9 (amerikanisches Englisch, 122 S., gebunden).
- The Spiderwick Chronicles – The Ironwood Tree. Simon & Schuster Books for Young Readers, New York 2003, ISBN 0-689-85939-2.
  - Der eiserne Baum. cbj-Verlag, München 2005, ISBN 3-570-12921-7 (amerikanisches Englisch, 122 S., gebunden).
- The Spiderwick Chronicles – The Wrath of Mulgarath. Simon & Schuster Books for Young Readers, New York 2004, ISBN 0-689-86095-1.
  - Die Rache der Kobolde. cbj-Verlag, München 2005, ISBN 3-570-12922-5 (amerikanisches Englisch, 135 S., gebunden).
- Arthur Spiderwick's Notebook of Fantastical Observations. Simon & Schuster Books for Young Readers, New York 2005, ISBN 1-4169-0345-3.
  - Notizbuch für fantastische Beobachtungen. cbj-Verlag, München 2007, ISBN 978-3-570-13297-5 (amerikanisches Englisch, gebunden).
- Arthur Spiderwick's Field Guide to the Fantastical World Around You. Simon & Schuster, New York 2005, ISBN 1-4169-0136-1.
  - Arthur Spiderwick's Handbuch. cbj-Verlag, München 2006, ISBN 3-570-12923-3 (amerikanisches Englisch, 121 S., gebunden).
- The Spiderwick Chronicles: Care and Feeding of Sprites. New York 2006, ISBN 1-4169-2646-1.
  - Über Haltung und Pflege von Elfen. cbj-Verlag, München 2008, ISBN 978-3-570-13356-9 (amerikanisches Englisch, 38 S., gebunden).
- Beyond the Spiderwick Chronicles – The Nixies Song. Simon & Schuster Books for Young Readers, New York 2007, ISBN 978-1-84738-138-5.
  - Das Lied der Nixe. cbj-Verlag, München 2007, ISBN 978-3-570-13211-1 (amerikanisches Englisch, 173 S., gebunden).
- Beyond the Spiderwick Chronicles – A Giant Problem. Simon & Schuster Books for Young Readers, New York 2007, ISBN 978-1-84738-264-1.
  - Die Rückkehr der Riesen. cbj-Verlag, München 2008, ISBN 978-3-570-13212-8 (amerikanisches Englisch, 153 S., gebunden).

### Feenland – Good Neighbors
- Der gebrochene Schwur, cbj, 2009, ISBN 3-570-30621-6,  (Kin, 2008)
- Das verborgene Reich, cbj, 2009, ISBN 3-570-30622-4, (Kith, 2009)
- Die magische Klinge, cbj, 2011, ISBN 3-570-30623-2, (Kind, 2010)

### The curse workers – Weißer Fluch Trilogie
- White Cat. Margaret K. McElderry Books, New York 2010. ISBN 9781416963967. 
  - Weißer Fluch. cbj, München 2011. ISBN 9783570161074.
- Red glove. Margaret K. McElderry Books, New York 2011. ISBN 9781442403390.
  - Roter Zauber. cbj, München 2014. ISBN 9783570308905.
- Black heart. Margaret K. McElderry Books, New York 2012. ISBN 9781442403468.
  - Schwarzes Herz. cbj, München 2015. ISBN 9783570308820.

### Magisterium Series
Diese Reihe veröffentlichte Black zusammen mit ihrer Freundin Cassandra Clare. Es wurden insgesamt fünf Bände veröffentlicht.
- The iron trial. Scholastic Press, New York 2014. ISBN 9780545522250.
  - Der Weg ins Labyrinth. One, Köln 2014. ISBN 9783846600047.
- The copper gauntlet. Scholastic Press, New York 2015. ISBN 9780545522281.
  - Der kupferne Handschuh. One, Köln 2015. ISBN 9783846600177.
- The bronze key. Scholastic Press, New York 2016. ISBN 9780545522311.
  - Der Schlüssel aus Bronze. One, Köln 2016. ISBN 9783846600283
- The silver mask. Scholastic Press, New York 2017. ISBN 9780545522366.
  - Die silberne Maske. One, Köln 2018. ISBN 9783846600597.
- The golden tower. Scholastic Press, New York 2018. ISBN 978-0545522403.
  - Der goldene Turm. One, Köln 2019. ISBN 9783846600795.

### The folk of the air – Elfenkrone-Reihe
- The cruel prince. Little Brown, New York 2018. ISBN 9780316310277.
  - Elfenkrone. cbj, München 2018. ISBN 978-3-570-16526-3.
- The wicked king. Little Brown, New York 2019. ISBN 9780316310352.
  - Elfenkönig. cbj, München 2019. ISBN 9783570165287.
- The queen of nothing. Little Brown, New York 2019. ISBN 9780316310420.
  - Elfenthron. cbj, München 2020. ISBN 9783570165294.

Prequel
- How the king of Elfhame learned to hate stories. Little Brown, New York 2020. ISBN 9780316540889.
  - Wie der König von Elfenheim lernte, Geschichten zu hassen. cbj, München, 2021. ISBN 9783570166185.

Spin-Off
- The Stolen Heir. Little Brown, New York 2023. ISBN 9780316592703.
  - Elfenerbe – Der gestohlene Thron. Übersetzung Anne Brauner, cbj, München 2023. ISBN 978-3-570-16689-5.
- The Prisoner's Throne. Little Brown, New York 2024. ISBN 9780316592710.